# Utricularia striata
Utricularia striata — вид рослин із родини пухирникових (Lentibulariaceae).

## Середовище проживання
Вид поширений у водно-болотних місцях проживання на сході та півдні США.
Цей вид росте як прикріплений водний на околицях водойм і невеликих озер, а також боліт і боліт; на висотах від 0 до 500 метрів.

## Використання
Вид культивується невеликою кількістю ентузіастів роду. Торгівля незначна.